# Hettie Jones

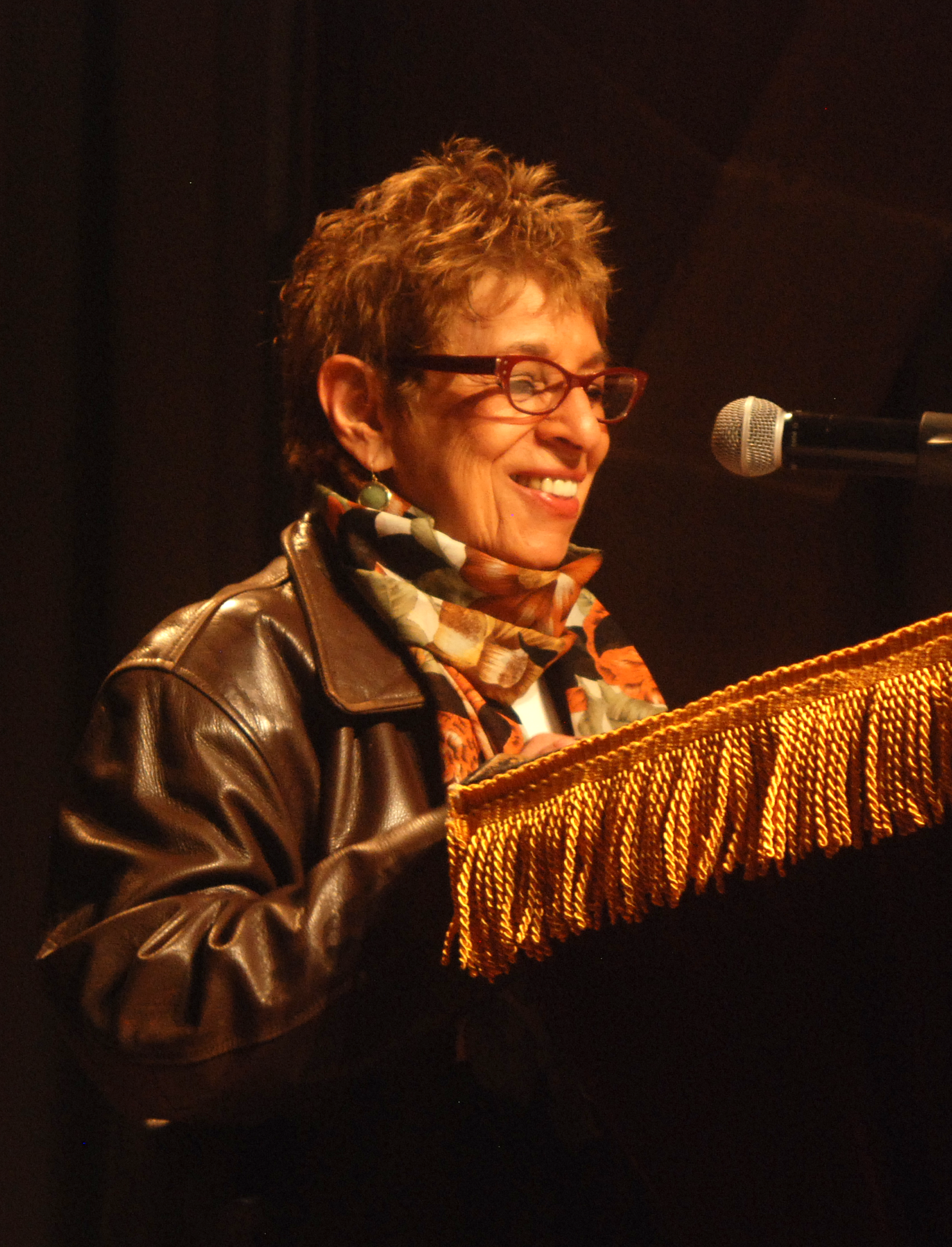
Hettie Jones

Hettie Jones (* 15. Juni 1934 in Brooklyn, New York City als Hettie Cohen; † 13. August 2024 in Philadelphia, Pennsylvania) war eine US-amerikanische Beat-Autorin.

## Leben
Hettie Cohen wurde als Tochter einer jüdischen Immigranten-Familie geboren. Sie studierte an der University of Virginia und später an der Columbia University Theaterwissenschaft.
Bei der Arbeit beim Jazz-Magazin "The Record Changer" lernte sie 1957 den schwarzen Dichter und Musikkritiker LeRoi Jones kennen. Ein Jahr später heirateten die beiden zum Entsetzen von Hetties Familie. Sie bekamen zwei Töchter, Kellie und Lisa. Ihre Eltern bedrängten Jones in beiden Fällen die Kinder abtreiben zu lassen, nachdem sie dies nicht tat, enterbten sie sie. Auch nach ihrer Scheidung von LeRoi 1966 blieb Hettie Jones in der schwarzen Community verwurzelt. Ihre Tochter Lisa, heute selbst eine erfolgreiche Schriftstellerin, sieht sich "als Schwarze mit einer weißen Mutter."
Beide Ehepartner waren aktiver Teil der damaligen Beat-Szene im Greenwich Village. Jack Kerouac, Allen Ginsberg, Thelonious Monk und John Coltrane gehörten zu den regelmäßigen Gästen in der Wohnung.
Hettie unterstützte ihren Mann finanziell, was ihm seine lyrischen Arbeiten ermöglichte. Jones selbst zögerte lange, eigene Arbeiten zu veröffentlichen: Joyce Johnson erinnert sich an Hettie’s „Schweigen“ als junge Schriftstellerin: “she writes poetry herself, but has never stood up with it at a reading of her own—makes no particular mention of it, in fact—telling herself it isn’t good enough”. Sie selbst schreibt in ihrer Autobiographie über das damalige Rollenmodell, dem sie, auch innerhalb der Beat-Szene, ausgesetzt war: Men had little use for an outspoken woman, I’d been warned. What I wanted, I was told, was security and upward mobility, which might be mine if I learned to shut my mouth.
Zusammen gab das Paar von 1957 bis 1963 die Literaturzeitschrift Yūgen heraus, in der Werke von berühmten Autoren der Beat-Generation wie William S. Burroughs, Allen Ginsberg, Jack Kerouac, und Philip Whalen erschienen.
Jones wurde vor allem durch ihre Autobiographie How I Became Hettie Jones bekannt. In ihr schildert sie zum einen die damalige Beat-Szene. Zum anderen reflektiert sie ihre Position als weiße jüdische Frau eines schwarzen Mannes. Sie selbst konfrontiert dabei zahlreiche gesellschaftliche Konflikte und muss ihre Stellung darin finden. Als dichterisch ambitionierte Frau in einer Szene, die in Jack Kerouacs Worten, Frauen als Chicks ansah. Als Jüdin in einer prädominant nicht jüdischen Gesellschaft, die ihr jüdisch-sein bewahren wollte. Als Frau, die sich selbst kaum als weiß sah, da sie jüdisch war, von der afroamerikanischen Community aber als weiß angesehen wurde. Als Mutter zwei schwarzer Kinder, die aus Sicht der Weißen Gesellschaft nicht akzeptabel waren. Ihr Name spielt in den Prozessen der Identitätsfindung, die sie durchlebt eine entscheidende Rolle. Sie beginnt, im Buch wie im realen Leben, mit Hettie Cohen über H. Cohen-Jones, Mrs. Hettie Jones und Hettie zu Hettie Jones.
Ihr 1997 veröffentlichter Gedichtband Drive gewann mehrere Auszeichnungen, darunter 1999 den Norma Faber Award der Poetry Society of America. Ihre Gedichte und Kurzgeschichten erscheinen unter anderem in der Village Voice, The Washington Post, The Boston Phoenix und Ploughshares. Jones gründete auch den Verlag Totem Press, der Allen Ginsberg, Gregory Corso, Frank O’Hara, Edward Dorn, and Gary Snyder zu seinen Autoren zählte. Im Rahmen ihrer Arbeit im US-PEN-Verband setzte sie sich sehr für die Förderung der Alphabetisierung durch Schreibkurse in US-Gefängnissen ein. Jones lebte im Greenwich Village und war Dozentin für kreatives Schreiben an der New School University.

## Werke
- Poems Now, 1968
- Longhouse Winter, 1972
- Big Star Fallin' Mama. Five Women in Black Music, 1974
- Living with Wolves, 1975
- Having Been her, 1981
- How I Became Hettie Jones: A Memoir, 1990 Ausschnitt (engl.) – Autobiographie
- Drive, 1997; Hanging Loose Press – Gedichte
- All Told, 2003; Hanging Loose Press – Gedichte
- No Woman No Cry; zusammen mit Rita Marley, 2004 ISBN 0-330-49330-2 – Biographie von Rita Marley